# Sinfonía concertante para violín, viola, violonchelo y orquesta (Mozart)

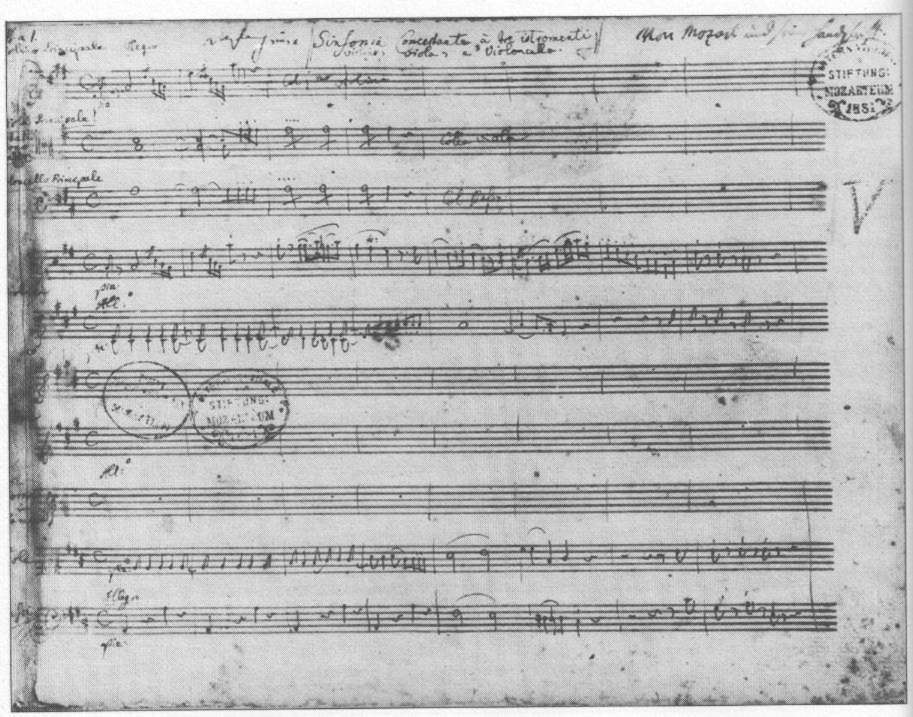
Partitura sinfonía concertante para violín, viola, violonchelo y orquesta

La Sinfonía concertante para violín, viola, violonchelo y orquesta en la mayor, K. Anh 104 (320e), es una composición inacabada de Wolfgang Amadeus Mozart. El fragmento que se ha conservado está escrito para violín, viola y violonchelo solistas, con una orquesta integrada por sección de cuerda, dos oboes y dos trompas en la.

## Historia

### Origen
Al parecer, Mozart comenzó a trabajar en esta obra en el año 1779, aproximadamente en la misma época en que estaba componiendo la Sinfonía concertante para violín, viola y orquesta (KV 364). Por razones desconocidas, Mozart abandonó la obra tras haber escrito ciento treinta y cuatro compases del movimiento inicial.

### Finalizaciones
Lo único que llegó a completar Mozart fue un fragmento del primer movimiento, que presenta la indicación de Allegro. Sin embargo, a lo largo de la historia diversos compositores han tratado de completar este movimiento. Alrededor de 1870, Otto Bach compuso una finalización que, según observó Dennis Pajot, presenta una conexión obvia con la parte escrita por Mozart. En 1969, Robert D. Levin escribió una conclusión más acorde estilísticamente con el material que habría sobrevivido. Más recientemente, el compositor Hans Ueckert anunció que estaba trabajando en una terminación de la obra para su publicación en la editorial Octava Chamber Orchestra. Otro compositor que ha escrito una conclusión de esta pieza es Philip Wilby.